# Huktoalett

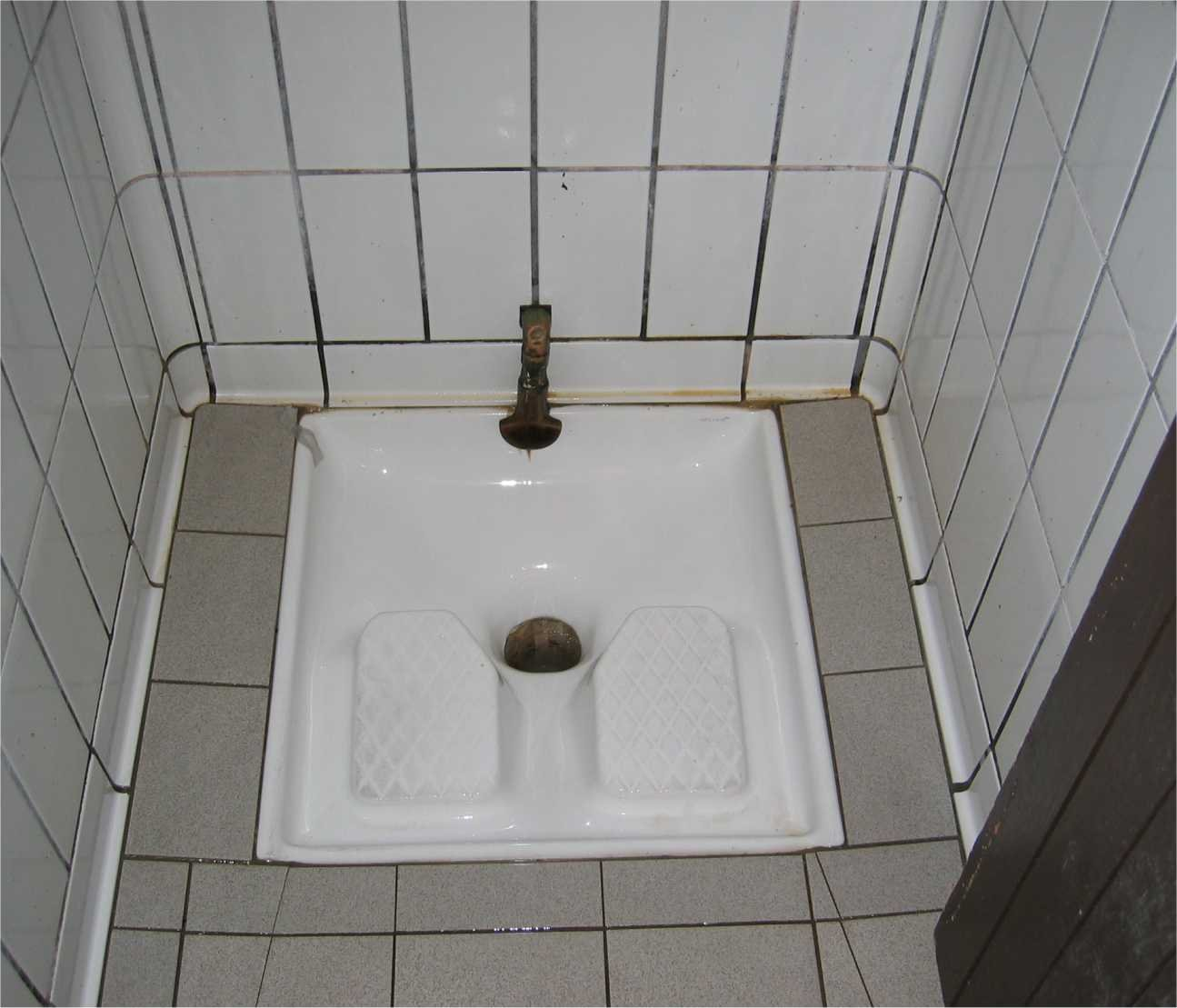
En huktoalett med porslinsbotten

Huktoalett, även kallad fransk eller asiatisk toalett, är en toalett där användaren sitter på huk över ett hål i golvet och gör sina behov. Denna toalett är vanligt förekommande i många asiatiska länder men återfinns även sparsamt i Sydeuropa i bland annat Frankrike och kallas då "fransk toalett". 